# Antonne-et-Trigonant
Antonne-et-Trigonant är en kommun i departementet Dordogne i regionen Nouvelle-Aquitaine i sydvästra Frankrike. Kommunen ligger i kantonen Savignac-les-Églises som tillhör arrondissementet Périgueux. År 2022 hade Antonne-et-Trigonant 1 221 invånare.

## Befolkningsutveckling
Antalet invånare i kommunen Antonne-et-Trigonant
Referens:INSEE